# Уитли, Терри
Флоренс Тереза (Терри) Уитли (в замужестве — Мэги) (англ. Florence Teresa (Terry) Wheatley (Magee), 28 июля 1960, Саскатун, Канада) — канадская хоккеистка (хоккей на траве), полевой игрок. Участвовала в летних Олимпийских играх 1984 года.

## Биография
Терри Уитли родилась 28 июля 1960 года в канадском городе Саскатун.
В 1984 году вошла в состав женской сборной Канады по хоккею на траве на летних Олимпийских играх в Лос-Анджелесе, занявшей 5-е место. Играла в поле, провела 5 матчей, забила 1 мяч в ворота сборной Новой Зеландии